# دیوید فرییر
دیوید فرییر (ِDavid Ferrier) (۱۹۲۸–۱۸۴۳)) یک عصب‌شناس و روانشناس اسکاتلندی پیشگام بود. 
فرییر آزمایشاتی را بر روی مغز حیواناتی مانند میمون‌ها انجام داد و در سال ۱۸۸۱ اولین دانشمندی بود که تحت قانون ظلم به حیوانات، ۱۸۷۶، که پس از بحث عمومی  در مورد حشره‌کشی تصویب شده بود، محاکمه شد.

## پیشینه
از بین کارهای فرییر، دو کتاب به ویژه قابل‌توجه است. اولین مورد، که در سال ۱۸۷۶ با عنوان «عملکردهای مغز» منتشر شد، نتایج تجربی او را توصیف می‌کند و در سال‌های بعد بسیار تأثیرگذار بود، به گونه‌ای که امروزه یکی از کتاب‌های کلاسیک علوم اعصاب محسوب می‌شود. در سال ۱۸۸۶، وی چاپ جدیدی را منتشر کرد که به‌طور قابل ملاحظه‌ای بسط و بررسی شد. کتاب دوم، که دو سال بعد منتشر شد - موضعی شدن بیماری مغز - کاربردهای بالینی محلی سازی قشر را مورد بررسی قرار داد. فرییر به همراه دوستانش هیولینگز جکسون و کریچتون-براون یکی از بنیانگذاران مجله مغز در سال ۱۸۷۸ بود که به تعامل بین عصب‌شناسی تجربی و بالینی اختصاص داده شده بود و امروز نیز منتشر می‌شود.